# آنیک فان کوت
آنیک فان کوت (به هلندی: Aniek van Koot؛ متولد ۱۵ اوت ۱۹۹۰) یک ورزشکار تنیس با ویلچر است. او قبلاً مقام اول مسابقات انفرادی و دونفره را در جهان کسب کرده است.
او در رشته انفرادی مسابقات آزاد ۲۰۱۳ استرالیا، آزاد ۲۰۱۳ ایالات متحده و مسابقات ۲۰۱۹ تنیس ویمبلدون به مقام قهرمانی رسید. فان کوت همچنین پنج مدال پارالمپیک شامل طلای مسابقات دونفره ریو ۲۰۱۶ و توکیو ۲۰۲۰، نقره رشته انفرادی مسابقات لندن ۲۰۱۲ و ریو ۲۰۱۶ و نقره رشته دونفره در لندن ۲۰۱۲ را کسب کرده است.

## زندگی شخصی
آنیک فان کوت در هنگام تولد، پای راستش از پای چپش کوتاه‌تر بود. در نهایت به دلیل بی‌نتیجه بودن درمان‌ها، پای راست فان کوت را قطع کردند. او از ۱۰ سالگی شروع به بازی تنیس با ویلچر کرد

## ورزش
در طول سال ۲۰۰۶ فان کوت در لیورنو با افرادی همچون کوریه هومان عناوین مسابقات دونفره را کسب کرد.
فان کوت در طول سال ۲۰۰۷ قهرمانی جوانان را در مسابقات سیدنی و ناتینگهام به دست آورد. همچنین، او بخشی از تیم هلند برای جام جهانی تیم جوانان بود؛ در آن مسابقات، تیم هلند به فینال رسید. در رقابت‌های حرفه‌ای گروس زایگهارتس، فان کوت عنوانی را کسب کرد. او همچنین به مرحله فینال مسابقات هیلتون هد، آتلانتا و سردینا رسید. در مسابقات دونفره جامبز، فان کوت با هم‌تیمی‌اش استر ورگیر برنده شد. او در مسابقات آزاد اتریش با ماک اسمیت برنده شد. فان کوت با هم‌تیمی‌اش یاوسا به فینال مسابقات آزاد فرانسه رسید.
در سال ۲۰۰۸، فان کوت یک عنوان در مسابقات پراگ کسب کرد. او به مرحله فینال مسابقات انفرادی ناتینگهام، هلیتون هد، جامبز و گروس زایگهارتس رسید. وی در رقابت‌های دونفره کریست‌چرچ و ساردینیا، عناوینی را به همراه هم‌تیمی‌اش، یسکه گریفیون کسب کرد.
در سال ۲۰۰۹، فان کوت به فینال مسابقات بوکا راتون و رولاند گرروس رسید. فان کوت توانست در مسابقات پنساکولا، اولوت، جامبز و پراگ عناوینی را کسب کند.
در سال ۲۰۱۱، فان کوت موفق به کسب عناوین انفرادی در مسابقات آدلاید، پاریس، ژنو، ژامبه و سالزبورگ شد.

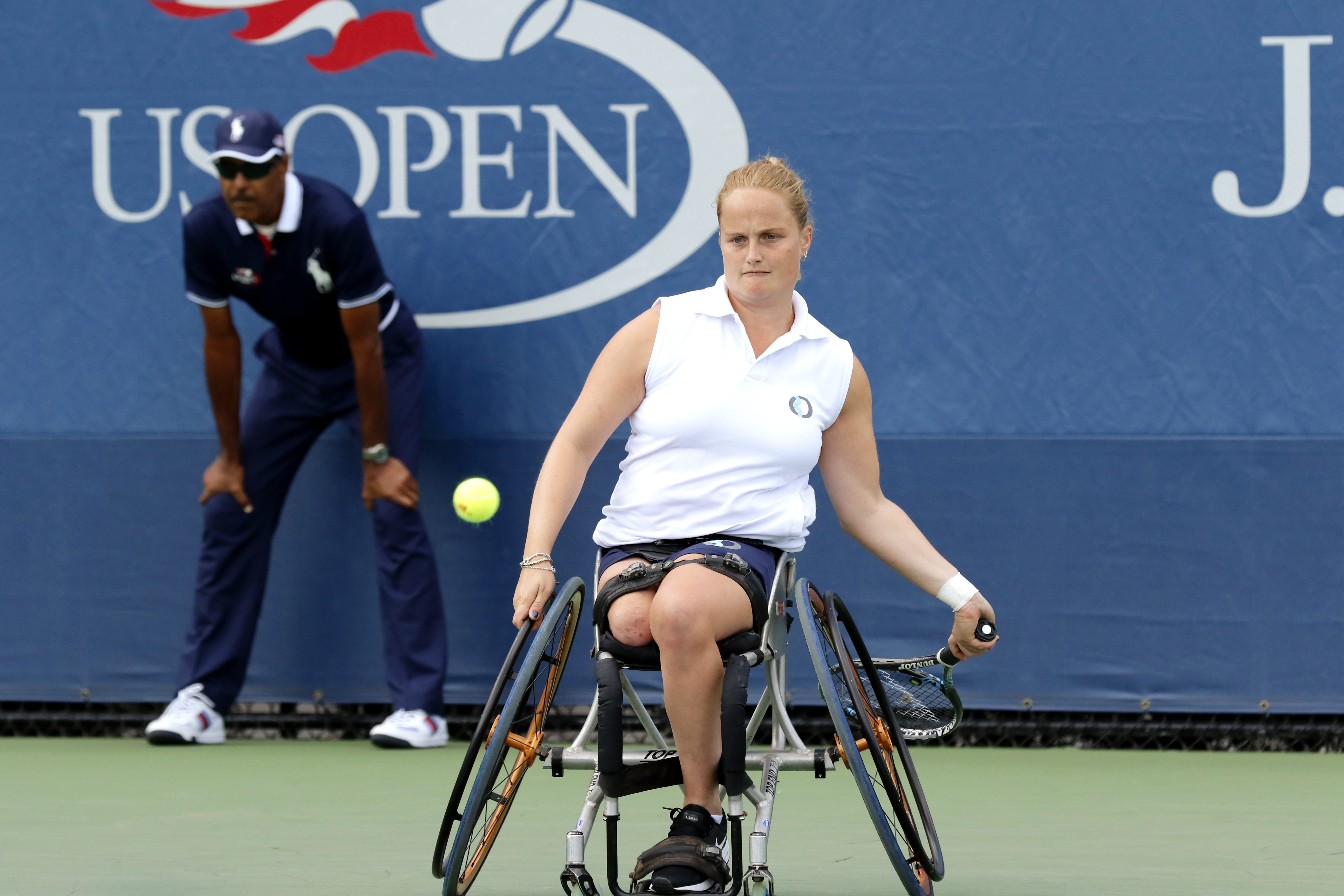
آنیک فان کوت در مسابقات آزاد آمریکا، ۲۰۱۷

در سال ۲۰۱۱، فان کوت عناوین انفرادی را در آدلاید، پاریس، ژنو، ژامبه و سالزبورگ کسب کرد. او در مسابقات گرند اسلم به عنوان نائب قهرمان نیویورک به فینال رسید. فان کوت به همراهی گریفیون در مسابقات سیدنی، پنساکولا، بوکا راتون، پاریس، ناتینگهام و سنت لوئیس حاضر شد؛ این دو نفر توانستند در این مسابقات عناوین مختلفی را کسب کنند.
در طول سال فان کوت عناوین انفرادی را در مسابقات کاجان، سئول و پاریس به دست آورد. او همچنین در مسابقات سیدنی، پنساکولا، ناتینگهام و حرفه‌ای تنیس با ویلچر نایب قهرمان شد. فان کوت همچنین مدال نقره بازی‌های پارالمپیک را به دست آورد.
در طول سال ۲۰۱۳ فان کوت عناوینی را در مسابقات بتن‌روژ، آلت، و ژامبه به دست آورد. او همچنین توانست به فینال مسابقات سیدنی، ملبورن، ناتینگهام و سنت لوئیس راه یابد. در مسابقات آزاد استرالیا، فان کوت موفق به کسب اولین عنوان قهرمانی گرند اسلم خود در رشته انفرادی شد. فان کوت در سایر رویدادهای گرند اسلم شرکت کرد که در نیمه نهایی مسابقات آزاد فرانسه در ورزشگاه رولان گاروس شکست خورد اما توانست در مسابقات آزاد ایالات متحده آمریکا قهرمان شود.